# Фондација за електронске границе
Фондација за електронске границе (енгл. Electronic Frontier Foundation; EFF) је међународна непрофитна организација за одбрану људских права и слобода у дигиталном облику, са седиштем у Сједињеним Америчким Државама. Мисија организације обухвата:
- пружање подршке и учествовање у едукативним активностима које имају за циљ боље разумевање могућности и изазова које са собом доноси развој рачунарства и телекомуникација;
- помоћ законодавцима, како би што боље разумели основне постулате слободне и отворене комуникације, као и подршка стварању законских и структуралних оквира који ће олакшати асимилацију нових технологија у друштву;
- подизање свести јавности о питањима грађанских слобода које проистичу из брзог напретка нових телекомуникационих технологија;
- пружање подршке у парницама које имају за циљ очување, заштиту и проширење права која проистичу из Првог амандмана америчког устава, а односе се на област рачунарства и телекомуникационих технологија;
- подстицај и подршка развоју нових алата који ће омогућити технички слабије поткованим корисницима потпун и једноставан приступ новим комуникационим технологијама.[1]

Фондација за електронске границе ослања се на донације. Смештена је у Сан Франциску, мада има и чланове у Вашингтону који су акредитовани посматрачи у Светској организацији за интелектуалну својину (енгл. World Intellectual Property Organization) и учесници Иницијативе за глобалну мрежу (енгл. Global Network Initiative).
EFF делује на неколико начина: обезбеђује средства за адвокате у судским поступцима, учествује у парницама као „пријатељ суда“, брани појединце и нове технологије од неоснованих или на погрешну адресу упућених правних претњи, ради на обелодањивању малверзација представника власти, даје смернице владама и судовима, организује политичке акције и масовно слање порука, подржава неке од нових технологија за које се верује да помажу очувању личних слобода, одржава базу података и сајтове на којима се могу пронаћи различите информације и новости, прати и преиспитује одлуке законодаваца за које се сумња да нарушавају принципе личних слобода и поштене употребе итд.